# Dendryphantes barrosmachadoi
Dendryphantes barrosmachadoi là một loài nhện trong họ Salticidae.
Loài này thuộc chi Dendryphantes. Dendryphantes barrosmachadoi được Lodovico di Caporiacco miêu tả năm 1955.